# Заломов, Пётр Андреевич
Пётр Андреевич Заломов (3 мая (15 мая) 1877 год, Нижний Новгород — 18 марта 1955, Москва) — активный участник революционного движения в России, прототип героя романа М. Горького «Мать» Павла Власова.

## Биография
Родился в семье рабочего, по профессии — слесарь. Работа отца была крайне тяжёлой, как и у других рабочих того времени, вследствие чего, от крайне большой нагрузки в продолжительное время, он умер, когда его сыну было лишь 11 лет. Потеряв единственного кормильца, многодетная семья переехала во Вдовий дом на нынешней площади Лядова в Нижнем Новгороде. Достигнув совершеннолетия,  молодой революционер устроился туда же, где работал и его отец. Там же вступил в марксистский кружок. Его деятельность была замечена полицией, вследствие чего он переехал и стал работать на Сормовском заводе, где в 1901-1902 годах организовал социал-демократическую группу. В мае 1901 года вошёл в Нижегородский комитет РСДРП.
Был одним из организаторов первомайской демонстрации 1902 года в Сормове, нёс красный флаг с надписью «Долой самодержавие!». Во время демонстрации был арестован, на суде выступил с речью, направленной против монархии из-за низкого уровня жизни рабочего класса в Российской империи. Был приговорён к пожизненной ссылке в Восточную Сибирь. В. И. Ленин высоко оценил поведение П. А. Заломова и его товарищей на суде.
В марте 1905 года при содействии М. Горького, приславшего на организацию побега 300 рублей, бежал из ссылки сначала в Киев, а затем находился на нелегальном положении в Петербурге и Москве. Вместе с большевиками участвовал в Московском декабрьском восстании 1905 года, являлся организатором боевых дружин. После Февральской революции 1917 был избран членом исполкома Суджанского совета, участвовал в организации Советов в Курской губернии.
Во время Гражданской войны арестовывался гайдамаками, а позже — деникинцами, подвергся пыткам и едва избежал расстрела. Вступил в ВКП(б) 18 сентября 1925 года. Был организатором колхоза «Красный Октябрь». 
Награждён орденами Ленина и Трудового Красного Знамени (1939). В 1939 г. опубликовал в Курске свои воспоминания. Остаток жизни провёл в Москве, где умер на 78-м году жизни и был похоронен на Новодевичьем кладбище (фото могилы).